# Zjevení (C. J. Sansom)
Zjevení (anglicky Revelation) je kniha britského spisovatele C. J. Sansoma, která vyšla v roce 2008.
Kniha je čtvrtý díl série s právníkem Matthew Shardlakem a jeho pomocníkem Jackem Barackem.

## Obsah
Děj knihy se odehrává v Londýně za vlády krále Jindřicha VIII. Kniha vypráví o pátrání po sériovém vrahovi, který vraždí podle biblické knihy Zjevení.

## Postavy
Matthew Shardlake – Hlavní postava, právník chudinského soudu.
Jack Barack – Shardlakův velice schopný pomocník.
Tamasin – Barackova manželka, bývalá cukrářka královny Kateřiny Howardové.
Guy Malton – Bývalý mnich, dobrý lékař a Shardlakův přítel.
Piers – Guyův učeň.
Cranmer – Arcibiskup canterburský (historická postava).

## Skutečnosti
Kniha Zjevení je poslední knihou Nového zákona. Podle prvního řeckého slova αποκάλυψις (apokalypsis, „zjevení, odhalení“) se často nazývá Apokalypsa, avšak tento termín dnes označuje celý literární žánr, jehož je Janovo zjevení jen jedním, i když nejznámějším představitelem, který mu dal i jméno.